# Robert Menzies
Sir Robert Gordon Menzies (n. 20 decembrie 1894, Jeparit, Victoria, Australia– d. 15 mai 1978, Melbourne), a fost un politician australian, cel de-al doisprezecelea prim ministru al Australiei⁠(en)[traduceți]. 
Cel de-al doilea mandat al său ca prim ministru al țării (1949 - 1966) a fost cel care l-a făcut ca până astăzi să dețină recordul celui mai lung mandat de lider al guvernului din istoria Australiei. Menzies a avut o ascensiune politică scurtă și spectaculoasă, câștigând alegerile din 1940, datorită  câștigării strânse a alegerilor de către partidul său. Un an mai târziu, guvernul său a căzut datorită membrilor Parlamentului Australiei (în original, crossing the floor). 
În timpul celor opt ani petrecuți în opoziție, Menzies a fondat partidul liberal australian, Liberal Party of Australia. Împreună cu partidul său a câștigat alegerile federale din 1949, dominând apoi scena politică australiană până la retragerea sa în 1966. Menzies era renumit ca fiind un vorbitor deosebit, atât în Parlament cât și pe alte scene și în diferite ocazii. Cuvântarea sa devenită clasică a genului, Oamenii care au fost uitați, conform originalului "The forgotten people", este un exemplu al calităților sale oratorice.

## Viață timpurie

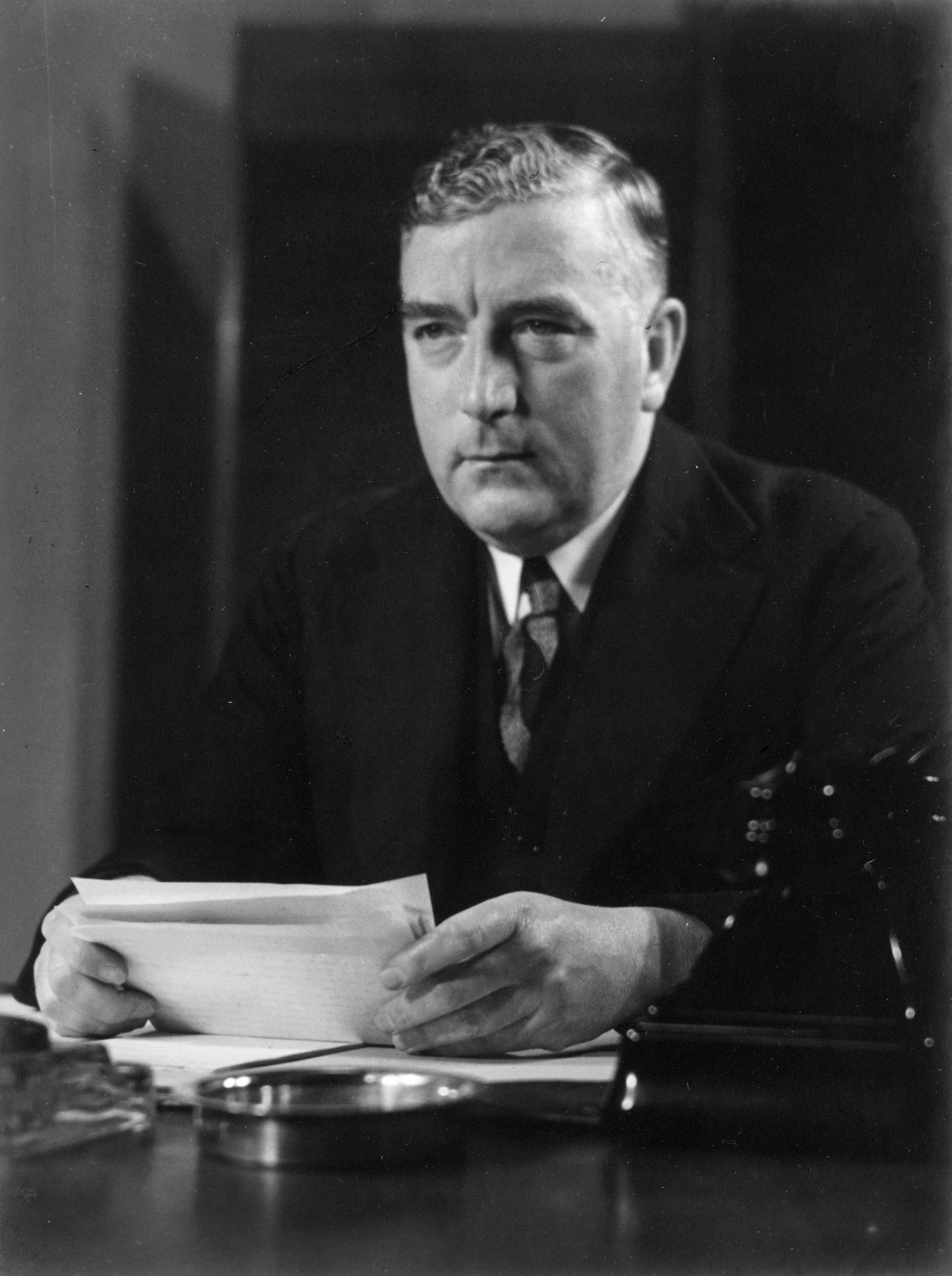
Robert Menzies transmițând populației știri despre izbucnirea războiului în 1939

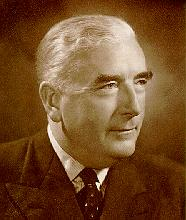
Sir Robert Menzies

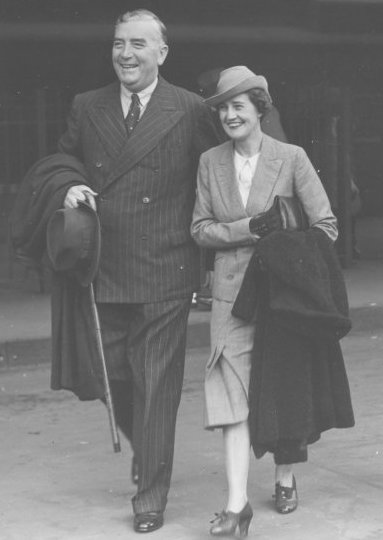
Robert and wife Pattie Menzies in the 1940s

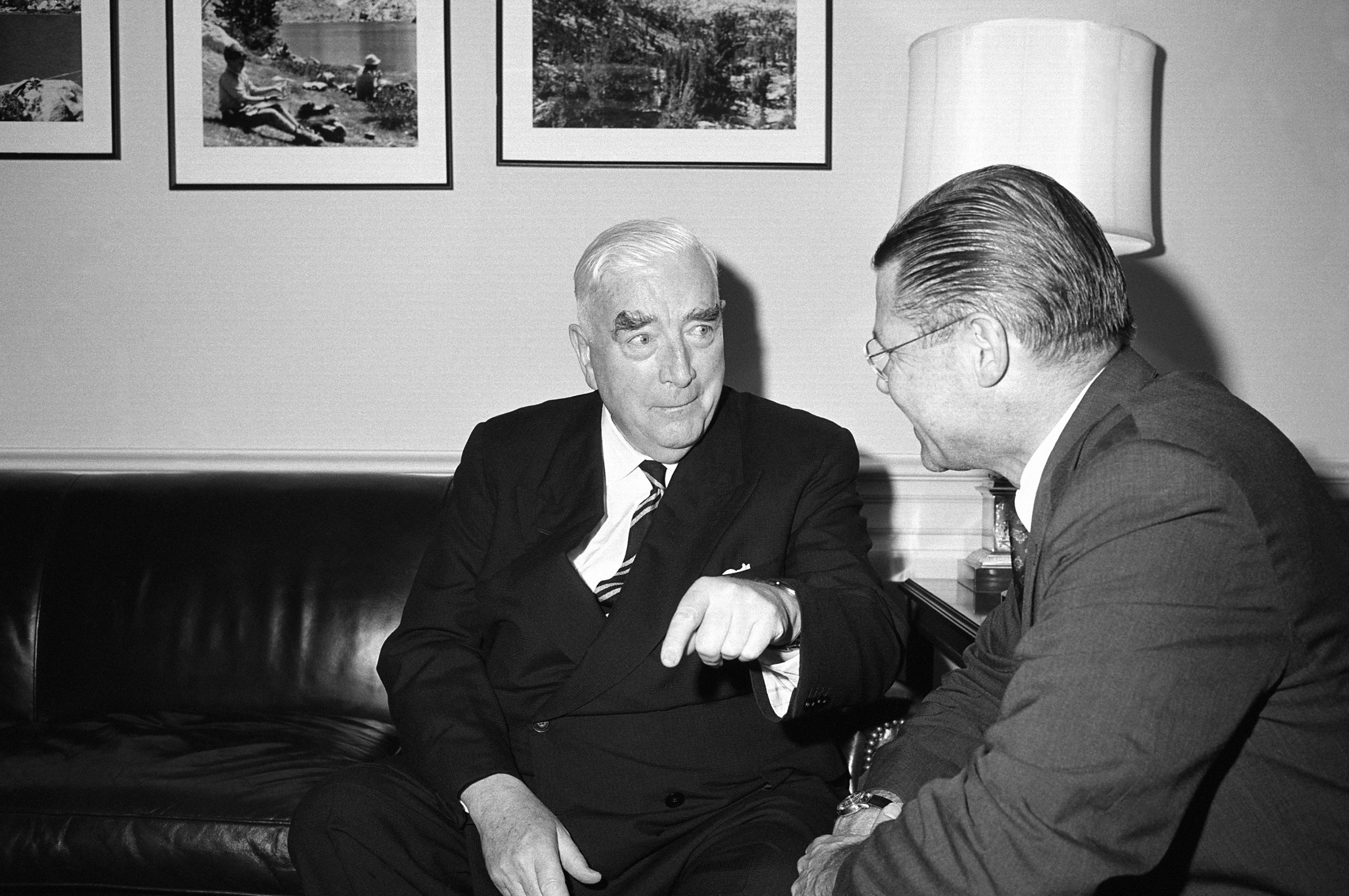
Menzies (left) meets with US Secretary of Defense Robert McNamara (right) at the Pentagon in June 1964

Robert Gordon Menzies s-a născut ca fiu al lui James Menzies și Kate Menzies (născută Sampson) în Jeparit, Victoria, un orășel din regiunea Wimmera a vestului statului australian Victoria, în ziua de 20 decembrie 1894. Tatăl său, James, a fost un băcan, fiul unui scoțian, care imigrase în Australia pe la mijlocul anilor 1850 în timpul goanei după aur a epocii victoriene. Bunicul matern, John Sampson, miner din Penzance, a venit să-și caute norocul în regiunile aurifere, în Ballarat, Victoria. . Atât tatăl său cât și unul dintre unchii săi fuseseră membrii în parlamentul Victorian, în timp ce un alt unchi a reprezentat Wimmera în Casa Reprezentativelor. Era mândru de originile sale din Highland – porecla sa, Ming, venea din „Mingus”, pronunția scoțiană preferată a lui „Menzies”.
Menzies a învățat într-o școală formată dintr-o singură clasă, apoi la școli private în Ballarat și Melbourne (Wesley College), și a studiat dreptul la University of Melbourne.
Când a început Primul Razboi Mondial Menzies avea 19 ani și a fost la comanda unității de miliție din cadrul universității. Menzies și-a dat demisia din această unitate, în timp ce alții de aceeași vârstă și din aceasi promoție doreau cu ardoare să se înroleze. S-a declarat mai târziu, că, din moment ce familia făcuse destule sacrificii pentru război prin înrolarea a doi sau trei frați eligibili, Menzies ar trebui lăsat să–și termine studiile.  Menzies însă nu a explicat niciodată motivul pentru care nu s-a înrolat. Ulterior, el s-a remarcat în activități universitare câștigând premii academice și s-a declarat un susținător patriotic al războiului și al încorporării.  El a absolvit Facultatea de Drept în 1918. A devenit curând unul dintre avocații importanți din Melbourne și a obținut o avere considerabilă. În 1920 s-a căsătorit cu Pattie Leckie, fiica deputatului federal al Nationalist Party; s-a considerat ca ea a avut o influență rezonabilă asupra lui. 

## Primul termen ca prim ministru
În 26 aprilie 1939, după perioada în care liderul Country Party, Sir Earle Page, a fost prim-ministru interimar, Menzies a fost ales lider UAP și învestit în funcția de prim- ministru.  Dar o criză s-a produs în momentul în care Page a refuzat să lucreze sub conducerea lui. Printr-un atac extraordinar cu caracter personal care a avut loc în Casa Reprezentativelor, Page l-a acuzat pe Menzies de lașitate de a nu se fi înrolat în timpul războiului și de trădare în favoarea Lyons. Menzies a format apoi un guvern minoritar.  Câteva luni mai târziu, când Page a fost destituit din funcția de lider al Country Party, Menzies a reformat Coaliția cu succesorul lui Page, Archie Cameron, (Menzies l-a iertat mai târziu pe Page, dar Pattie Menzies nu a mai vorbit niciodată cu el).

## Pensionare și posteritate

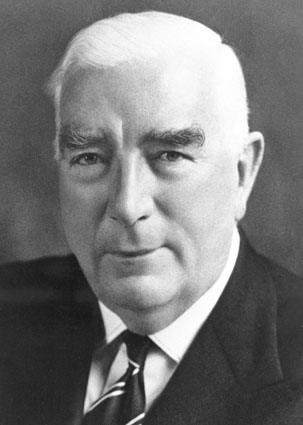
Sir Robert Menzies

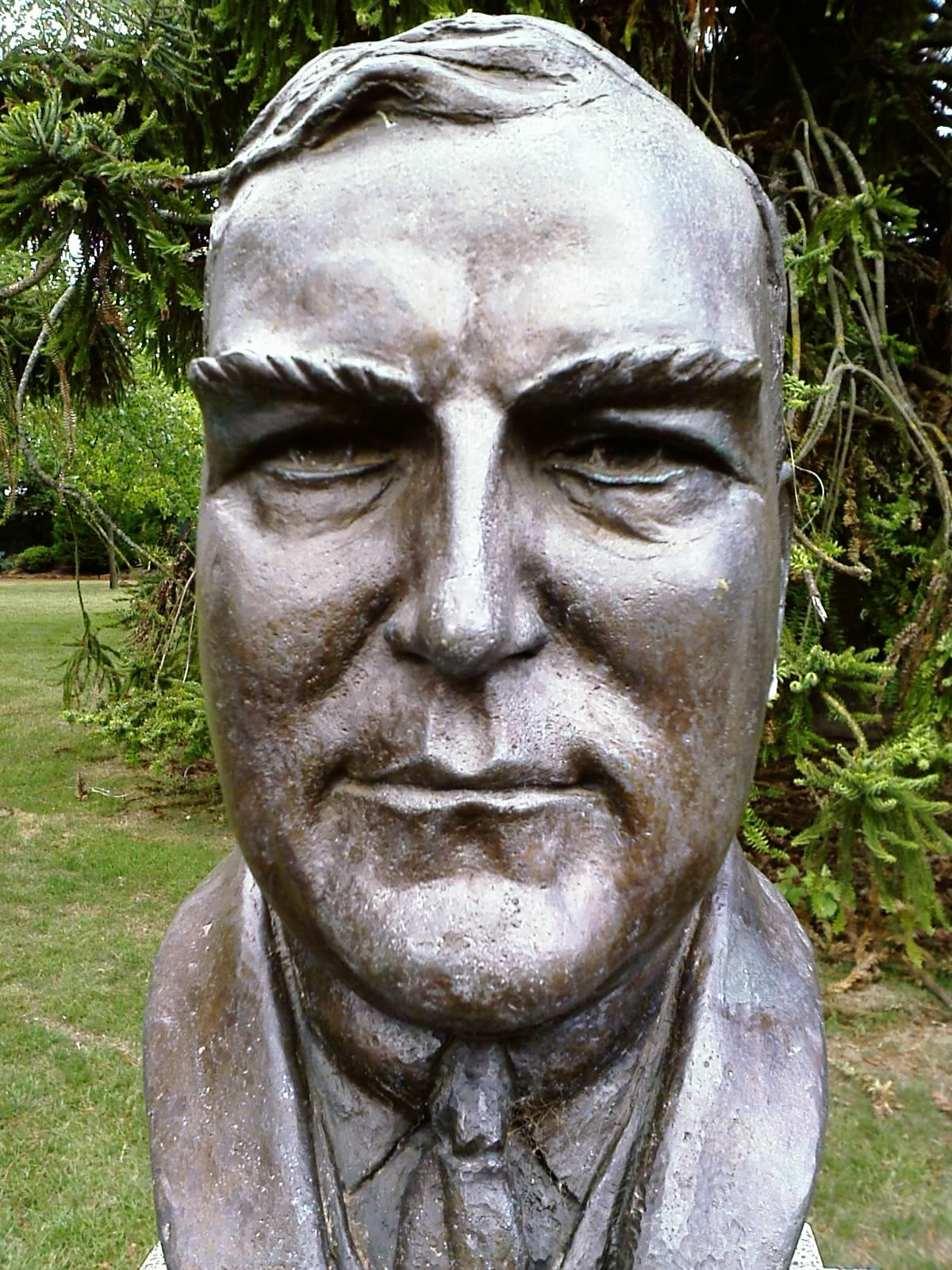
Bust of Robert Menzies by sculptor Wallace Anderson located in the Prime Minister's Avenue in the Ballarat Botanical Gardens

## Omonime ale numelui Menzies (probabil incomplete)
- Sir Robert Menzies Memorial Foundation
- Menzies School of Health Research Australia
- R. G. Menzies Building, Australian National University Library Arhivat în 16 martie 2008, la Wayback Machine.
- Menzies College (La Trobe University) Arhivat în 22 octombrie 2007, la Wayback Machine.
- Robert Menzies College (Macquarie University)
- Sir Robert Menzies Building (Monash University, Clayton Campus)
- The Australian federal electoral division of Menzies.[8]